# Zavoljsk
Zavoljsk (en russe : Заволжск, littéralement « de Trans-Volga ») est une ville de l'oblast d'Ivanovo, en Russie, et le centre administratif du raïon Zavoljski. Sa population s'élevait à 11 239 habitants en 2014.

## Géographie
Zavoljsk est située sur la rive gauche de la Volga, face à la ville de Kinechma sur la rive opposée, à 80 km au sud-est de Kostroma, à 89 km au nord-est d'Ivanovo et à 338 km au nord-est de Moscou.

## Histoire
Au milieu du XIXe siècle, furent construits sur le territoire de la ville actuelle des usines textiles et en 1871 une usine chimique, l'une des premières entreprises chimiques de Russie. En 1934, plusieurs villages fusionnèrent pour former la commune urbaine de Zavoljie (Заволжье), qui accéda au statut de ville le 4 octobre 1954 et prit le nom de Zavoljsk. En 1968, Zavoljsk devint un centre administratif de raïon.

## Population
Recensements (*) ou estimations de la population
| 1939*  | 1959*  | 1970*  | 1979*  | 1989*  |
| ------ | ------ | ------ | ------ | ------ |
| 12 117 | 15 487 | 16 718 | 17 101 | 16 530 |

| 2002*  | 2010*  | 2012   | 2013   | 2014   |
| ------ | ------ | ------ | ------ | ------ |
| 13 455 | 12 045 | 11 757 | 11 561 | 11 239 |

## Économie
La principale entreprise de la ville est l'usine chimique OAO Zavoljski khimitcheski zavod imeni M.V. Frounzé (ОАО "Заволжский химический завод им. М.В. Фрунзе") : colorants et pigments pour l'industrie textile, la production de peinture et l'imprimerie, produits chimiques ménagers.
Zavoljsk compte d'autres entreprises de l'industrie légère (fabriques de vêtements, produits alimentaires, travail du bois).